# 秦初
秦初（14世紀—15世紀），字性初，浙江紹興府山陰縣人，明朝政治人物。

## 生平
秦初在國子監讀書時有同舍生有使命外出，對方妻子死後為其經紀喪事，不久後山衛經歷金安需就任，窮得無法治裝，秦初也給予乘驢和財物，自己則徒步出入；永樂九年（1411年）秦初中舉人，十六年（1418年）成進士，獲授庶吉士，十九年（1421年）擢官翰林院檢討，因親喪回鄉，宣德六年（1431年）官復原職。

## 引用
1. 1 2  嘉慶《山陰縣志·卷十四·鄉賢二》二：秦初，字性初，居太學時同舍生以使命出，妻死無主，初為經紀喪事甚周，後山衛經歷金安當之任，貧無以治裝，初脫所乘驢資遣之，徒步出入；永樂中舉進士，官翰林檢討。 府志義行
2. ↑  嘉慶《山陰縣志·卷十·選舉一》：秦初 有傳……以上（永樂）十六年戊戌科李騏榜（進士）……秦初……以上（永樂）九年辛卯科（舉人）……
3. ↑  《明太宗文皇帝實錄》·卷一百九十八：（永樂十六年三月）丙寅擢李一甲進士李騏為翰林院脩撰，劉江、鄧珍俱為編脩，其第二甲、第三甲周敘、董璘、楊洪、褚思敬、尹鳳岐、陳詢、徐律、習嘉言、王賓、胡文善、周懋昭、王暹、雷遂、莫珪、孔友諒、秦初等俱為翰林院庶吉士，張銘等五人為行人……
4. ↑  《明太宗文皇帝實錄·卷二百三十九》：（永樂十九年七月）丙寅擢翰林院庶吉士周敘、尹鳳岐、習嘉言、楊珙、陳詢俱為本院編脩，典籍黃約仲，庶吉士彭麟應、秦初、黃裳、陳善、韋昭、連智、莊約、許彬、胡讓、王諭、馬信、李冠祿、萬完、甄譓、陳紀、張式、鄭猷俱為檢討……
5. ↑  《明宣宗章皇帝實錄·卷七十六》：（宣德六年二月己未）行在翰林院簡討陳紀、秦初……親喪服闋，紀、初、炎復原職……